# 北港子
北港子，原寫為北港仔，是臺灣嘉義縣義竹鄉的一個傳統地域名稱，位於該鄉西部。相較於今日行政區，其範圍大致為北華村西大半部。

## 歷史
台灣日治初期，北港子地區為一街庄，稱為「北港仔庄」，隸屬於龍蛟潭堡。該庄昔日西及西北隔水道分別與前東港庄、崩山庄為界，北與後鎮庄為鄰，東邊為安溪藔庄，南邊隔水道（今新店大排）與新店庄為界，西南邊隔水道與新塭庄為界。
1901年（日治明治三十四年）11月11日，全台廢縣廳改設二十廳，該庄隸屬於鹽水港廳。1904年（明治三十七年）4月1日，該庄編入「布袋嘴區」，隸屬於鹽水港廳。1906年（明治三十九年）4月1日，鹽水港廳內轄區調整，該庄仍隸屬於「布袋嘴區」。1909年（明治四十二年）10月25日，全台合併二十廳為十二廳，布袋嘴區改隸屬於嘉義廳。1920年（大正九年）10月1日，全台地方制度大改正，廢十二廳改設五州二廳，該庄改制並雅化為「北港子」大字，隸屬於臺南州東石郡義竹庄。
戰後義竹庄改制為義竹鄉，隸屬於臺南縣，大字亦改制為村。1950年10月25日，雲、嘉、南分治，義竹鄉改隸屬嘉義縣。

## 聚落
本地區發展較早的聚落為小北港仔（北港仔）、南港仔（已消失）、中港仔（已消失）等，在日治期初期的官方地圖上已有記載。

## 交通
鄉道嘉25線是東後寮至北港仔的道路，其南側端點（終點）位於本地區主聚落的鄉道嘉26線路口。
鄉道嘉26線是北港仔至義竹的道路，其西側端點（起點）位於本地區主聚落的鄉道嘉29線路口。
鄉道嘉29線是大寮至過路仔的道路，經過本地區主聚落。